# 대구 북지장사 금고
대구 북지장사 금고(大邱 北地藏寺 金鼓)는 대한민국 대구광역시 동구 도학동, 북지장사에 있는 조선시대의 금고이다. 2015년 5월 11일 대구광역시의 문화재자료 제55호로 지정되었다.

## 개요
‘대구 북지장사 금고(金鼓)’는 뒷면이 넓게 뚫리고 문양이 전혀 없는 조선후기 금고(金鼓)의 기본적인 특징을 잘 보여주는 작품이다. 현재 보존상태가 좋지 않고 명문의 정확한 판독이 어렵지만, 동화사 양운당 만혜에 의해 같은 해 1853년에 만들어진 금고가 전하고 있어 19세기 경북 일대에서 활약했던 승려장인의 새로운 자료를 확인할 수 있다는 점에서 중요한 가치가 있다.

## 참고 자료
- 대구 북지장사 금고 - 국가유산청 국가유산포털